# الدولة السورية (1925–1930)
الدولة السورية (أو دولة سوريا) كانت دولة انتداب فرنسية تشكلت من اتحاد دولة حلب ودولة دمشق بموجب مرسوم صدر في 5 ديسمبر 1924 وعمل به اعتبارًا من 1 يناير 1925 واستمرّت حتى تأسيس الجمهورية السورية الأولى عام 1930. كانت الدولة السورية هي خليفة دولة الاتحاد السوري (1922-1924) والتي أنشأت بدورها من خلال توفير مجلس مركزي لدولة حلب ودولة دمشق والدولة العلوية. يذكر أن الدولة العلوية لم تنضم إلى الدولة السورية.
شملت حدود الدولة السورية حدود دولة دمشق ودولة حلب بما فيها مقاطعة الجزيرة دون حكومتي اللاذقية والسويداء. وأديرت مباشرة من قبل رؤساء وحكومات معينين من قبل المفوض الفرنسي السامي؛ وتخلل عهدها الثورة السورية الكبرى بين 1925 - 1927، والتي قُصفت دمشق خلالها بالطائرات؛ كما تمّ إجراء انتخابات الجمعية التأسيسية لعام 1928. توالى في ظل الدولة السورية حكم ثلاث رؤساء، حملوا لقب «رئيس الدولة» هم صبحي بركات، وأحمد نامي، وتاج الدين الحسني.
كانت مراسيم التقسيم التي صدرت عام 1920 واجهتها معارضة من قبل «الوطنيين»، وتحت ضغط الشارع، أعلن غورو ميلاد الاتحاد السوري عام 1922؛ غير أن المعارضة لم تقف. غير أن الجنرال ماكسيم ويغانالذي تلى غورو، وكما يقول المؤرخ يوسف الحكيم، «بعد قدومه بأيام قليلة، قام بزيارة كل من العاصمة السورية دمشق وحلب وسائر المدن. وتحدث إلى كبار رجال الحكومة وبعض الوجهاء... وما إن أتمّ المفوض الفرنسي رحلته وعاد إلى مركزه في بيروت، حتى أعلن في 5 كانون الأول 1924 حل الاتحاد السوري وقيام وحدة سورية بين مقاطعتي دمشق وحلب، اعتبارًا من أول كانون الثاني 1925».
القانون الأساسي، وهو بمثابة دستور البلاد، تألف من سبعة مواد صادرة عن المفوض الفرنسي، ونصّ على اعتبار حلب ذات استقلال مالي.